# Bulbophyllum puntjakense
Bulbophyllum puntjakense là một loài phong lan thuộc chi Bulbophyllum.